# 交響曲第17番 (ハイドン)
交響曲第17番 ヘ長調 Hob. I:17 は、フランツ・ヨーゼフ・ハイドンが作曲した交響曲。
初期の作品だが、自筆原稿などは残っておらず、正確な作曲時期は不明である。様式上からはボヘミアのモルツィン伯爵に仕えていた時代（1757年から1760年）の作風に近いが、第1楽章が長大である点はこの時代の他の曲と異なっているという。

## 編成
オーボエ2、ホルン2、第1ヴァイオリン、第2ヴァイオリン、ヴィオラ、低音（チェロ・コントラバス・ファゴット）。

## 曲の構成
初期ハイドンの交響曲にしばしば見られる、メヌエットを欠いた3楽章形式の曲である。演奏時間は約14分。
- 第1楽章 アレグロ
ヘ長調、4分の3拍子、ソナタ形式。

第1主題は上昇音階による。ハ長調の第2主題は第1主題から派生したものである。初期の交響曲には珍しく、展開部が提示部よりも長い[1]。

- 第2楽章 アンダンテ、マ・ノン・トロッポ
ヘ短調、4分の2拍子、ソナタ形式。
この当時の他の多くの交響曲と同様、緩徐楽章では弦楽器のみを使用する。

- 第3楽章 フィナーレ：アレグロ・モルト
ヘ長調、8分の3拍子、ソナタ形式。
3連符やトリルを多用した明るい舞曲風の音楽。展開部はごく短い。展開部では短調の部分が少し長くなっている。最後に7小節のコーダがある。